# Gualeguaychú

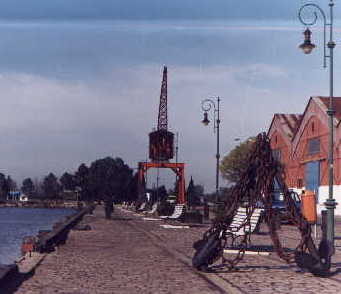
Le port de Gualeguaychú

Gualeguaychú ou San José de Gualeguaychú est une ville de la province d'Entre Ríos, en Argentine, et le chef-lieu du département de Gualeguaychú. Elle comptait 76 220 habitants au recensement de l'INDEC de 2001.

## Géographie
Gualeguaychú est située sur les bords du Río Gualeguaychú, au sud-est de la province d'Entre Ríos, à environ 200 km au nord de Buenos Aires et à 30 km de l'Uruguay.

## Histoire
Elle fut fondée en 1783, par un certain Tomás de Rocamora, envoyé dans l'Entre Ríos sur ordre du vice-roi du Río de la Plata de l'époque, Juan José de Vértiz y Salcedo.
En 1836, la cathédrale a été achevée à San Jose par rapport à l'actuelle Place de la Constitution, qui a commencé la construction en 1807.
Le 4 novembre 1851 fut élevé au rang de ville par décret du gouverneur Justo José de Urquiza. En vieillissant, il a été nécessaire de déplacer le cimetière pour la zone de Plaza situé à 1,2 km du sol à l'ouest.
En 1863, il a construit un quai sur la rivière Gualeguaychú qui a amélioré la communication avec le reste du pays à une époque où les routes étaient mauvais terrain.
Cette même année il a commencé la construction d'une nouvelle paroisse (parrainé par le gouverneur Urquiza).
Dans les décennies suivantes de nombreux groupes d'immigrés espagnols, italiens, allemands et juifs français s'installent dans la ville et les zones environnantes ».
En 1890 est venu d'une branche du rail Centrale Entrerriano, les bâtiments publics sont le théâtre construit, le département de la police, municipalité, la société rurale, les tribunaux et les diverses écoles et maisons fastueuses.

## Étymologie
Son nom proviendrait de l'expression en langue guaraníe yaguar guazú que signifie rivière du grand jaguar. Plus probablement il proviendrait des mots de la même langue yaguarí guazú (grande loutre géante).

## Le parc Unzué
C'est une réserve écologique qui offre des services touristiques.

## Tourisme
La ville est un grand centre touristique argentin. Bien connue pour ses festivités de carnaval et sa nuit du 25 mai, elle possède des attractions diverses et un joli petit patrimoine. Elle est renommée dans toute l'Argentine pour son carnaval de mardi-gras, qui reçoit des touristes de diverses provinces. La ville possède aussi des sources thermales, des plages fluviales et un casino. Située à 12 km de la ville, la réserve naturelle de Las Piedras protège ce qui subsiste de la forêt originelle de la région.

### Le carnaval
- Sambodrome de Gualeguaychú.

## Déploiement des forces armées de l'Argentine à Gualeguaychú
| Les unités de l'armée de garnison Gualeguaychú             | Sigla     |
| ---------------------------------------------------------- | --------- |
| Réservoir Régiment de cavalerie 12 Dragones Coronel Zelaya | RC Tan 12 |

## Patrimoine
- Azotea de Lapalma. Édifice construit en 1830 se caractérisant par son balcon, qui embrasse toute la façade avec les initiales du propriétaire dans ses superbes grillages. Dans cette maison, le célèbre poète et homme politique Olegario Víctor Andrade a vécu ses premières années, ainsi que ses sœurs.

- Casa de Cultura ou maison de la culture. Comprend un musée archéologique et une salle d'expositions. On y expose d'intéressantes pièces de la culture des peuples autochtones: les Charrúas, les Chanás et les Guaranís. (pour les informations: s'adresser avenue de 25 de mayo n° 734).

- Casa de Fray Mocho ou Maison du Frère Mocho. Maison natale de l'écrivain José Álvarez, plus connu sous le nom de Fray Mocho.

- Serpentario General San Martín ou parc à reptiles. Parc dans lequel se trouvent exposés de nombreux serpents, batraciens et chéloniens (tortues) de la région. (adresse : Av. Tomás de Rocamora et Maestra Piccini).

- Solar de los Haedo. Il s'agit d'une antique demeure (Mansión) du XVIIIe siècle, d'architecture de style colonial ancien. En 1845, elle servit de quartier général à Giuseppe Garibaldi, lorsqu'il mit méchamment la ville à sac. (Avenue Rivadavia et San José).

- Cathédrale San José. La première pierre fut posée en 1863 lors d'une cérémonie à laquelle participa le général Justo José de Urquiza. Elle fut inaugurée en 1890.

## Galerie photographique

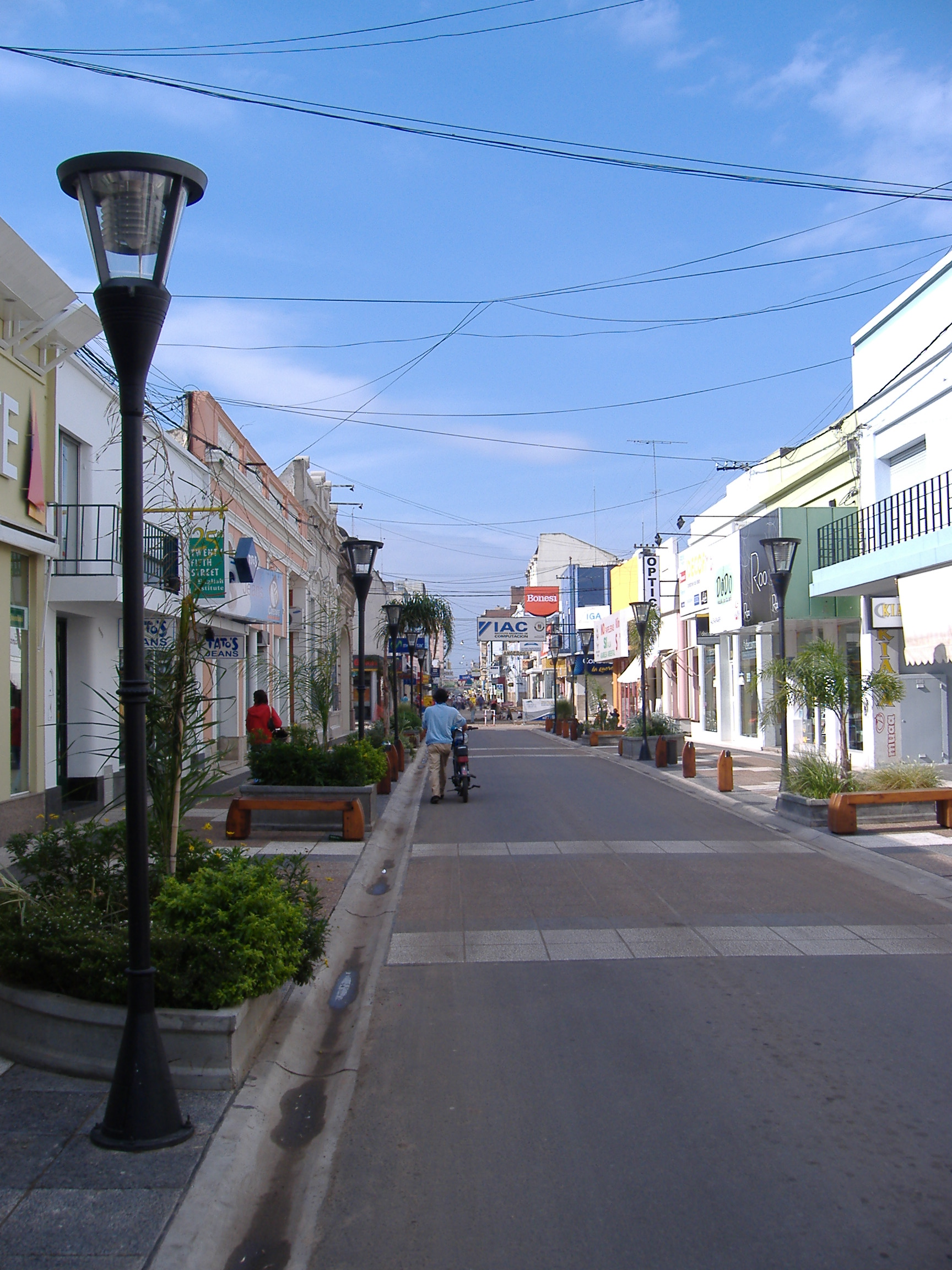
Une rue à Gualeguaychú
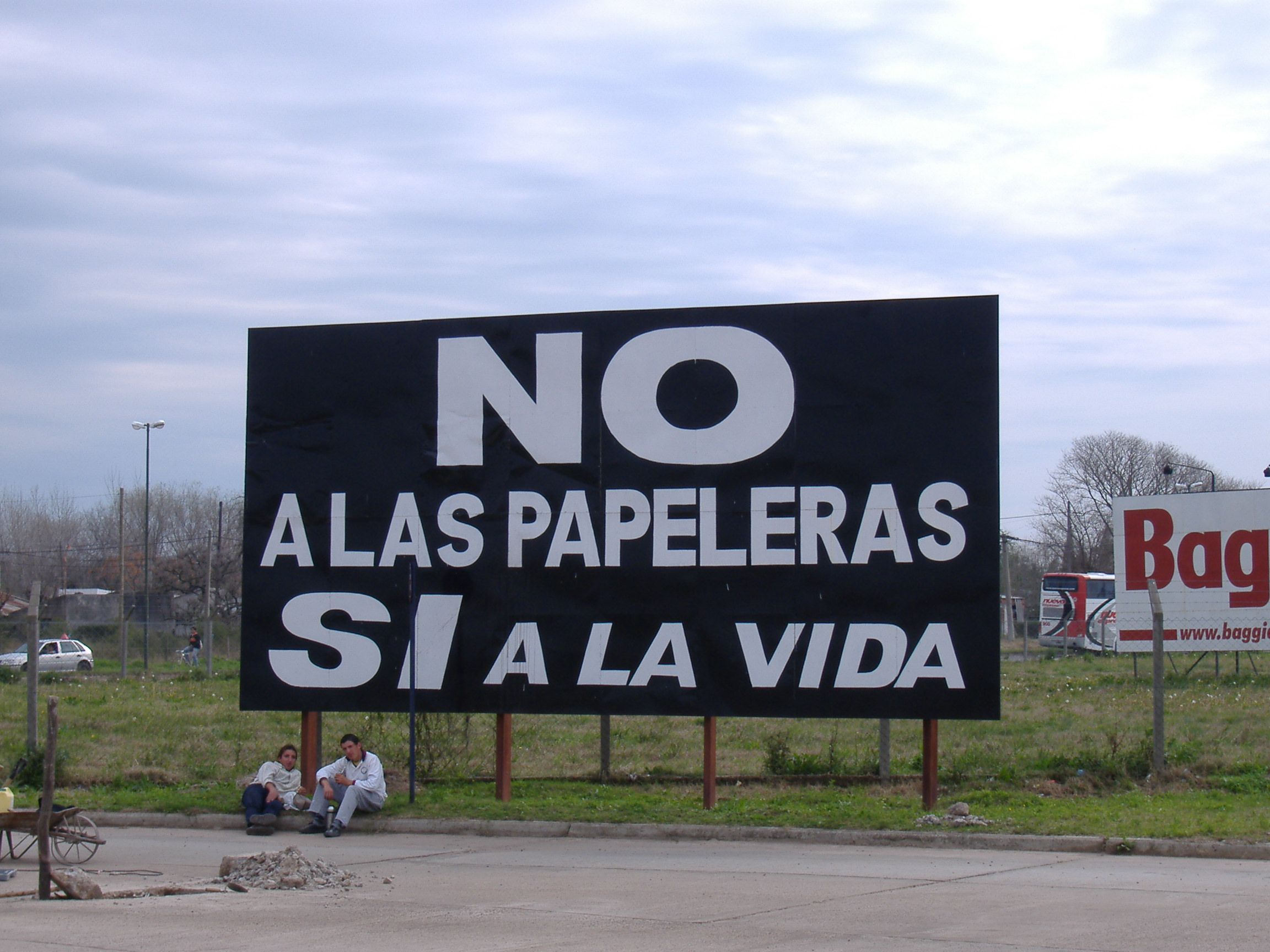
Non aux papeteries disent les habitants face aux projets uruguayens (2006)